# 宇野康秀
宇野 康秀（うの やすひで、1963年（昭和38）8月12日 - ）は、日本の実業家。
株式会社U-NEXT HOLDINGSの代表取締役社長CEO。USENおよびU-NEXT、アルメックス取締役会長、キャンシステム取締役。また国内大手人材会社のパーソルキャリア創業者でもある。

## 来歴・人物
1963年、大阪市に生まれる。父は、株式会社大阪有線放送社（株式会社USEN）創業者の宇野元忠。清風中学校・高等学校を経て、明治学院大学法学部法律学科卒業後、起業することを前提に会社組織を勉強する目的で、1988年4月、リクルートコスモス（現：コスモスイニシア）に新卒入社。

### インテリジェンス社長
1989年6月にリクルート出身の鎌田和彦、島田亨らと独立し人材派遣業・インテリジェンス（現：パーソルキャリア）を設立し、その代表取締役社長となり、順調に会社規模を伸ばす。1995年に日本に帰化。1998年、当時その社員であった藤田晋に対しサイバーエージェントの創業資金700万円の支援を行い、2006年4月までサイバーエージェントの社外取締役を務める。

### USEN社長
父の会社の経営を継ぐ気はなかったが、1998年7月に、父元忠が病で急逝したことにより、インテリジェンスの社長を辞め、大阪有線放送の社長となる。宇野は就任直後に父の連帯保証による負債問題や政府（郵政省）及び電力会社などとの間でトラブルになっていた電柱使用問題の対応に当たったほか、大証ヘラクレスへの株式上場（2001年）にも関わった。
2001年、平井堅、米倉涼子らとともにベストドレッサー賞を受賞。
2004年のプロ野球再編問題や、2005年のメディア買収騒動で注目されたライブドアの堀江貴文らITベンチャー長者たちがヒルズ族として注目されると、ITベンチャー長者の年齢の少し上をいくヒルズ族の宇野は「ヒルズ族の兄貴分」と見られていた。
2005年4月無料動画配信GyaOを開始、同サービス内において、自身と他社の社長などとの対談を、「Real Business」として放映している。過去には、村上世彰、藤田晋、三木谷浩史などが出演した。特別編では、田原総一朗や井上雄彦が出演した。
2006年3月16日には、個人でライブドア（現：LDH）の発行済み株式12.75%（一株71円・総額95億円）を、ライブドアの第2位の株主であるフジテレビから譲り受けた。この時点で、ライブドアの筆頭株主である堀江貴文に次ぐ株主となり、同年6月14日に開かれたライブドアの臨時株主総会で、社外取締役に選任された（後に退任）。この株取得について、堀江貴文が弁護士を通じて「良かった」とコメントを残している。
2007年世界金融危機の影響で子会社株式の評価減が続き、M&Aによる急拡大を行っていたUSENは急速な財務圧縮を余儀なくされる。2010年6月にはUSENの連結売上高の30%を占める中核会社のインテリジェンスを325億円で譲渡した。同年11月16日にUSEN代表取締役社長を退任し、取締役も退任する形でUSEN取締役会と経営の第一線から退き、新設されたUSENグループ会長に就任する。後任のUSEN社長には顧問の中村史朗が就任した。

### U-NEXT社長
一方で2009年2月にユーズマーケティングからの新設分割で株式会社U'sブロードコミュニケーションズが設立され、2010年に同社は「株式会社U-NEXT」に商号変更していた。USEN社長を退任した翌月の2010年12月22日付けでUSENより、自身が代表取締役社長を務める株式会社U-NEXTの全発行済株式の譲渡を受けた。また、同月に夏野剛をU-NEXTの社外取締役に迎えた。
株式会社U-NEXTは2014年12月に東証マザーズに上場し、株式会社インテリジェンス、株式会社USENに次ぐ、3社目の株式上場を果たす。翌年2015年12月にU-NEXTは東証一部へ市場変更。

### USEN-NEXT HOLDINGS社長
2016年2月にU-NEXT社長のままUSEN取締役会長に就任、USEN取締役会に復帰した。ほどなく2017年12月、U-NEXTとUSENとの経営統合によりUSEN-NEXT HOLDINGS（現：U-NEXT HOLDINGS）の代表取締役社長CEOに就任した。

### トライアスロン、登山
事業家以外でもトライアスロンや登山家としても活躍。2015年にトライアスロンの世界選手権大会の日本代表として選考され、近藤真彦とともに完走を果たす。また、登山では2013年7月にヨーロッパアルプス最高峰のモンブランの登頂に成功。2015年9月にはアフリカ大陸最高峰キリマンジャロの登頂にも成功。

## 経歴
- 1988（昭和63）年4月　株式会社リクルートコスモス（現：株式会社コスモスイニシア）入社
- 1989（平成元）年6月　株式会社インテリジェンス 代表取締役就任
- 1998（平成10）年3月　株式会社サイバーエージェント 取締役就任（2006年まで）
  - 7月　株式会社USEN 代表取締役就任（2010年まで）
- 1999（平成11）年
  - 4月　ユーズ音楽出版（現ユーズミュージック）代表取締役
  - 6月　ユーズミュージック音楽出版（現ユーズミュージック）取締役
- 2000（平成12）年　ユーズコミュニケーションズ（現アルテリア・ネットワークス）代表取締役（2004年まで）
- 2001（平成13）年　日光堂（後のBMB）取締役就任（後に退任）
- 2003（平成15）年　楽天株式会社 社外取締役就任（2006年まで）
- 2004(平成16)年　株式会社ギャガ・コミュニケーションズ（現ギャガ） 代表取締役就任（2009年まで）
- 2005（平成17）年　エイベックス・グループ・ホールディングス株式会社 社外取締役就任（2006年まで）
- 2006(平成18)年　ライブドア（現：LDH）社外取締役（後に退任）
- 2010（平成22）年7月　株式会社U-NEXT（旧法人）代表取締役社長（2017年まで）
  - 12月　USENグループ会長　
  - 12月　株式会社U-NEXTマーケティング 取締役（現任）
- 2016（平成28）年3月　株式会社USEN(旧法人) 取締役会長
  - 3月　株式会社アルメックス 取締役会長（現任）
- 2017(平成29)年12月　USEN-NEXT HOLDINGS 代表取締役社長CEO（現任）
  - 12月　株式会社USEN（現法人）取締役会長（現任）
  - 12月　株式会社U-NEXT（現法人）取締役会長（現任）
  - 12月　株式会社USEN ICT Solutions 取締役会長（現任）
  - 12月　株式会社USEN Medi a取締役会長（現任）
  - 12月　株式会社USEN NETWORKS 取締役会長（現任）
- 2018(平成30)年10月　キャンシステム 取締役（現任）

## 受賞歴
- 第30回ベストドレッサー賞（2001年） - 政治・経済部門
- GQ MEN OF THE YEAR 2006（2006年）[5]
- 第20回渡辺晋賞（2025年）[6]

## 関連書籍
- 和田勉『USEN宇野康秀の挑戦!カリスマはいらない。』（2006年4月20日、日経BP）
- リアルビジネス企画・制作チーム：著　和田勉：構成『USEN宇野康秀×8人の若手経営者のリアルビジネス（2007年3月8日、日経BP）
- 『経営者の覚悟―いま、コンプライアンスが問われている』（2007年4月17日、第一法規出版）
- 児玉博『起業家の勇気 USEN宇野康秀とベンチャーの興亡』（2020年4月10日、文藝春秋）

## 参考資料
- 『株式会社USEN有価証券報告書第50期』（プレスリリース）EDINET　、2014年11月27日。2019年4月19日閲覧。
- 『（差替）成長可能性に関する説明資料』（プレスリリース）U-NEXT（現USEN-NEXT　HOLDINGS）　、2014年12月18日。2019年4月19日閲覧。
- 『2014年12月有価証券報告書』（プレスリリース）U-NEXT（現USEN-NEXT　HOLDINGS）　、2015年3月30日。2019年4月19日閲覧。
- 『2018年8月有価証券報告書』（プレスリリース）USEN-NEXT　HOLDINGS　、2018年11月30日。2019年4月19日閲覧。